# The Hall Effect
The Hall Effect est un groupe colombien de rock alternatif formé à Bogota en 2006.
Le quatuor est rapidement devenu le leader de la scène rock colombienne grâce au succès de son premier album « Aim at Me » paru en 2007 sur leur propre label[réf. nécessaire],. 
Un disque qui a valu à The Hall Effect d’être désigné « Meilleur nouveau groupe indépendant » lors de la remise des MTV Latin America Music Awards 2007. Depuis, au fil des années, le groupe a reçu beaucoup d’autres prix en Amérique du Sud : « Meilleur groupe rock  », « Meilleur clip », « Meilleur album »…
The Hall Effect emprunte des directions musicales allant de U2 à Muse en passant par Porcupine Tree, Pink Floyd, Radiohead ou Placebo.
The Hall Effect a fait la 1re partie de groupes tels que Muse, Franz Ferdinand, Gwen Stefani ou Aerosmith. 
En France, ils ont fait leurs débuts sur une scène parisienne en octobre 2009 en première partie de Wolfmother au Trabendo et ont fait une tournée française en 1re partie de Fiction Plane à l’automne 2010. 
En 2012, le groupe signe avec le label français indépendant XIII Bis Records pour la commercialisation en Europe de son deuxième album, "The Hall Effect"[réf. nécessaire].

## Discographie

### Aim at me(2007)
| 1.  | Aim At Me                   | 4:03 |
| 2.  | Fallen                      | 3:19 |
| 3.  | Up On The Moon              | 3:14 |
| 4.  | Become                      | 3:25 |
| 5.  | Depth [Don..t Explain This] | 2:45 |
| 6.  | Fading                      | 3:47 |
| 7.  | Unpure                      | 4:49 |
| 8.  | Trip Dog                    | 3:00 |
| 9.  | Not Alone                   | 3:10 |
| 10. | Days                        | 3:41 |
| 11. | Hope                        | 4:37 |

| 1. | Become [Acoustic Version] | 4:27 |
| 2. | Fallen [Acoustic Version] | 3:08 |
| 3. | Unpure [Acoustic Version] | 4:25 |
| 4. | Away                      | 3:49 |

### The Hall Effect(2010 / 2012 enEurope)
| 1.  | Hitman Story   |  |
| 2.  | Dizzy          |  |
| 3.  | Shine          |  |
| 4.  | Get On It      |  |
| 5.  | Hold On        |  |
| 6.  | Do Me Wrong    |  |
| 7.  | April          |  |
| 8.  | King           |  |
| 9.  | Queen          |  |
| 10. | The Buzz       |  |
| 11. | Lost and Found |  |
| 12. | Spin Me        |  |
| 13. | Choke          |  |